# NGC 7274
NGC 7274 este o galaxie situată în constelația Șopârla. A fost descoperită în 20 septembrie 1876 de către Édouard Stephan⁠(d). Se află la o distanță de 80,41 de megaparseci de Pământ.